# Propadání Dunaje

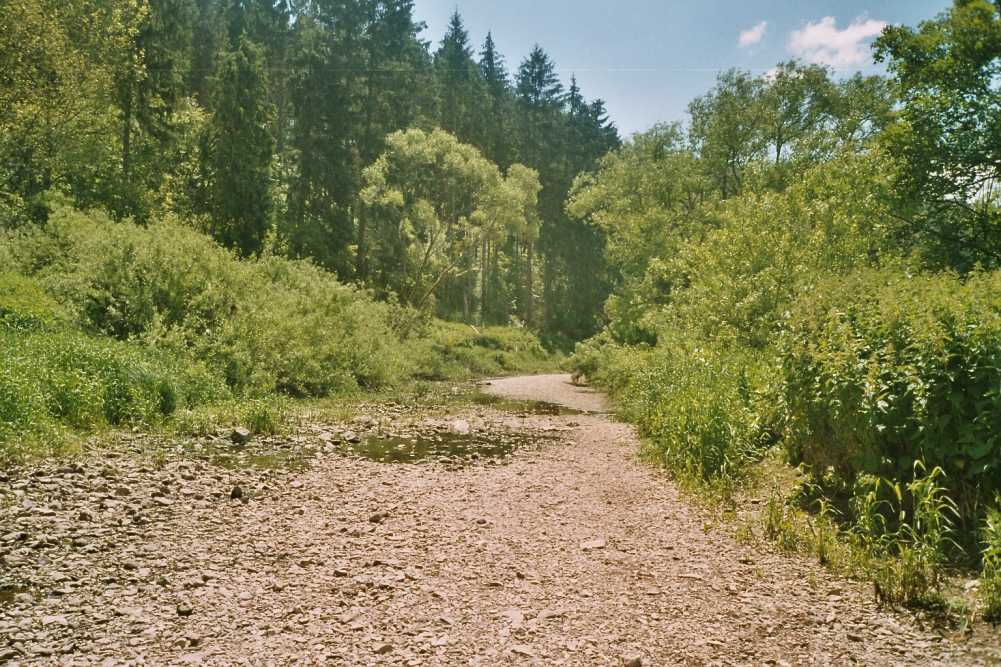
Propadání Dunaje

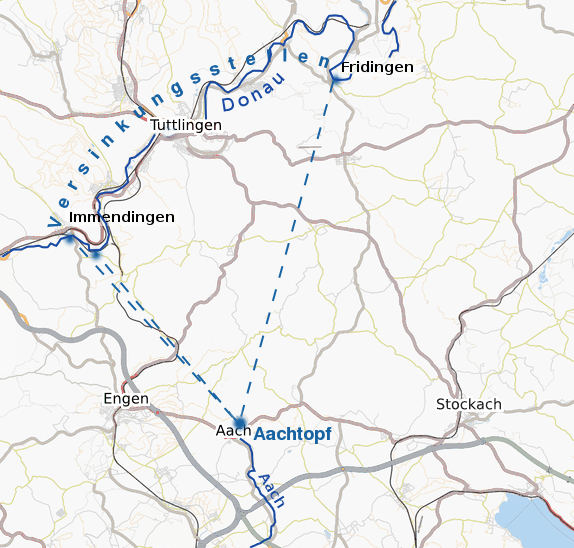
Schematická mapka

Propadání Dunaje (nazývané také Prosakování Dunaje, německy Donauversinkung) je geologicko-hydrologická zvláštnost na toku horního Dunaje v přírodním parku Horní Dunaj v Bádensku-Württembersku, mezi obcemi Immendingen a Möhringen a dále v menší míře u města Fridingen. Vody Dunaje zde na různých místech prosakují a odtékají prostřednictvím krasových jeskyní do asi 12 kilometrů vzdáleného, jižním směrem situovaného města Aach, kde vyvěrají a tvoří stejnojmennou řeku Aach.
Ve vyvěračce Aachu se vody Dunaje opět dostávají na povrch a krátkým tokem odtékají do Bodamského jezera – tak se dostává značná část vod nejhořejšího Dunaje do řeky Rýna. Tato zeměpisná situace je významným jevem hlavního evropského rozvodí, které dělí povodí Černého moře (Středomoří) a povodí Severního moře (Atlantik). Oblast o ploše asi 1000 km² okolo měst Donaueschingen a Villingen-Schweningen je tak odvodňována dílem do obou úmoří zároveň; jedná se vlastně o krasový typ bifurkace.
Ve vápencových horninách bílé jury vymlely vody labyrint, který má objem asi 50 miliónů krychlových metrů. Přitom dochází ročně k rozpuštění a vyplavení asi 7 tisíc tun vápence, což představuje asi 2700 krychlových metrů hmoty.
Občas, převážně v letních měsících, kdy korytem řeky protéká minimum vody, dochází k tomu, že tok zmizí v krasových otvorech beze zbytku. Přítoky Krähenbach v obci Möhringen a Elta ve městě Tuttlingen se pak stávají novými pramennými zdrojnicemi dalšího toku Dunaje.
Množství průsaků se rok od roku zvětšuje. Mezi lety 1884 až 1904 to bylo 80 dní za rok, kdy veškerá voda řeky zmizela do podzemí. Mezi lety 1933 až 1937 to bylo již 209 dní ročně a mezi lety 1938 až 1945 to bylo dokonce 270 dnů. Rekord drží rok 1921, kdy byla část koryta zcela suchá po 309 dní. Trend zvětšování průsakových otvorů (ponorů) neustává a v geologicky nedlouhém čase dojde k tomu, že veškeré vody v říčním úseku nad propadáním budou téci prostřednictvím řeky Aach do Rýna. Řeka Dunaj pak bude prakticky začínat až v Tuttlingenu a její (reálný) tok se zkrátí o několik desítek kilometrů.

## Lokalizace
Místo, kde dochází k největšímu průsaku a mizení vody řeky (ponoru) do podzemí, se nachází mezi obcí Immendingen a obcí Möhringen.

## Historie objevu
První věrohodný důkaz o propadání Dunaje se datuje do roku 1874.
Vědecky podložený důkaz o spojitosti mezi ponory Dunaje (povodí Černého moře) a vyvěračkou Aach (povodí Severního moře) byl proveden geologem Adolphem Knopem z vyššího technického učení v Karlsruhe dne 9. října 1877, při kterém bylo použito 10 kilogramů barviva (Natriumfluorescein), 20 tun kuchyňské soli a 1200 kilogramů břidlicového oleje. Po 60 hodinách po vypuštění do Dunaje se všechny 3 prvky objevily ve vodě pramene Aachtopf, jenž se zbarvil do světle zelené a měl příchuť soli a dehtu. Později bylo podzemní spojení Aachtopfu a Dunaje dále prozkoumáno. Okolo roku 1908 byla ve Fridingenu vykopána šachta, aby se prokázalo, jak voda z ponoru odtéká.
V roce 1927 rozhodl zemský soud Německé říše o sporu mezi Bádenskem na jedné straně a Württemberskem spolu s Pruskem (tehdejší držitel přilehlého území Hohenzollern) na straně druhé ve prospěch omezení snížení kvality vod v Dunaji (tj. nezvyšovat průsaky ve prospěch Bádenska), ale zároveň zakázal jakkoliv průsaky omezovat (ze strany Württembergu a Pruska).